# Organisation de Miss Univers

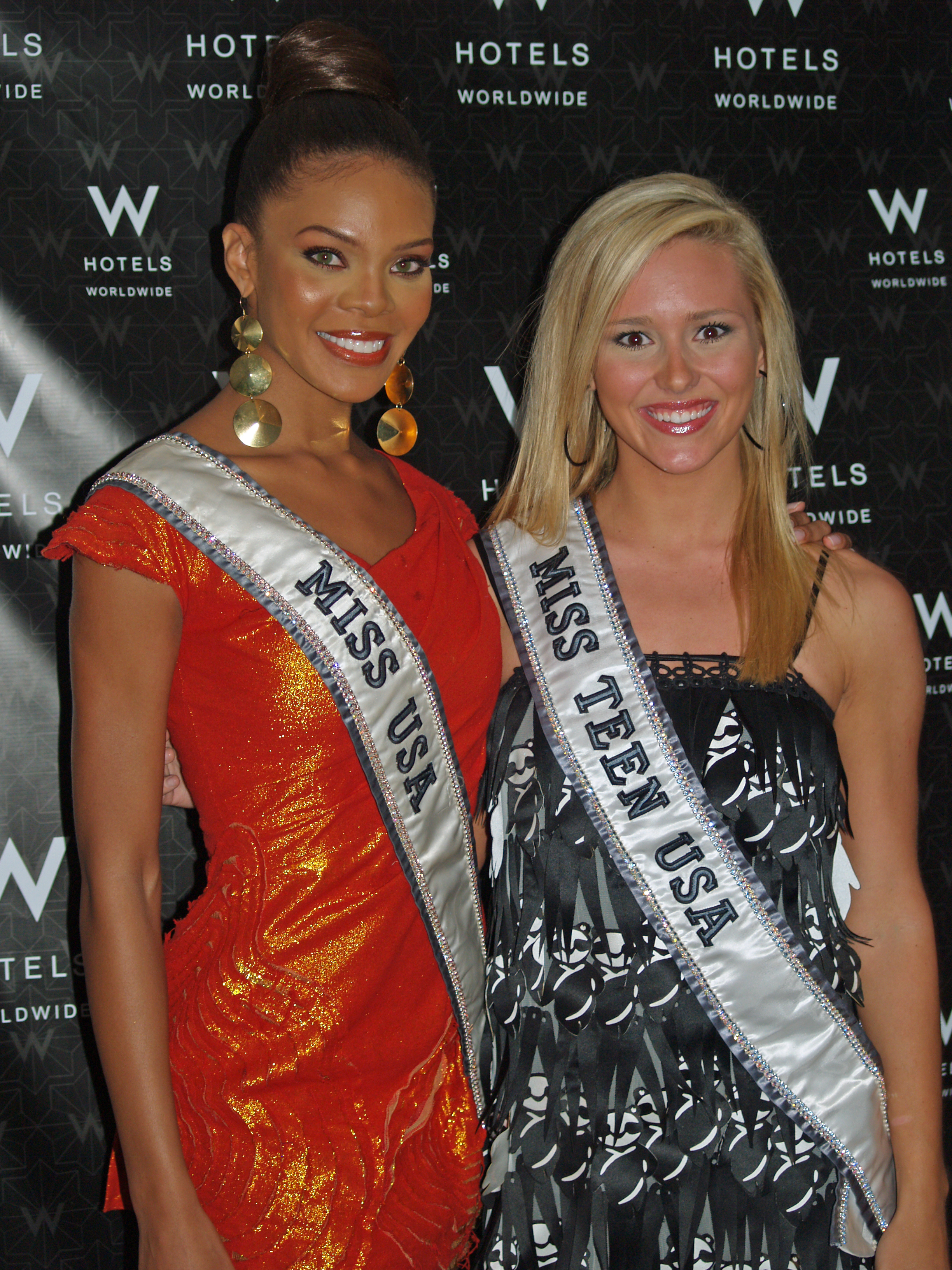
Crystle Stewart et Stevi Perry Ganadoras en 2008

Miss Universe Organization (en anglais), est une organisation qui possède et gère les concours de beauté Miss Univers, Miss USA et Miss Teen USA. Harold L. Glasser en a été le président de 1959 à 1986. La société a appartenu à l'homme d'affaires américain Donald Trump entre 1996 et 2015 et associé à la chaîne de télévision NBC Universal de 2002 à 2015. En 2015, Donald Trump cède l'organisation de Miss Univers à l'entreprise WME/IMG. La présidente actuelle de l'organisation est Paula Shugart. Son siège est basé à New York. 

## Les titres
Liste de toutes les reines de beauté en titre de l'organisation Miss Univers au fil des années : 
| Année |                       | Miss Univers           | Pays                   |                      | Miss USA                  | État            |  | Miss Teen USA | État |
| ----- | --------------------- | ---------------------- | ---------------------- | -------------------- | ------------------------- | --------------- |  | ------------- | ---- |
| 2021  | Harnaaz Kaur Sandhu   | Inde                   | Elle Smith             | Kentucky             | Breanna Myles             | Floride         |  |               |      |
| 2020  | Andrea Meza           | Mexique                | Asya Branch            | Mississippi (État)   | Ki'ilani Arruda           | Hawaï           |  |               |      |
| 2019  | Zozibini Tunzi        | Afrique du sud         | Cheslie Kryst          | Caroline du Nord     | Kaliegh Garris            | Connecticut     |  |               |      |
| 2018  | Catriona Gray         | Philippines            | Sarah Rose Summers     | Nebraska             | Hailey Colborn            | Kansas          |  |               |      |
| 2017  | Demi-Leigh Nel-Peters | Afrique du Sud         | Kara McCullough        | District de Columbia | Sophia Dominguez-Heithoff | Missouri        |  |               |      |
| 2016  | Iris Mittenaere       | France                 | Deshauna Barber        | District de Columbia | Karlie Hay                | Texas           |  |               |      |
| 2015  | Pia Wurtzbach         | Philippines            | Olivia Jordan          | Oklahoma             | Katherine Haik            | Louisiane       |  |               |      |
| 2014  | Paulina Vega          | Colombie               | Nia Sanchez            | Nevada               | Katherine Lee Graham      | Caroline du Sud |  |               |      |
| 2013  | María Gabriela Isler  | Venezuela              | Erin Brady             | Connecticut          | Cassidy Wolf              | Californie      |  |               |      |
| 2012  | Olivia Culpo          | USA                    | Nana Meriwether        | Maryland             | Logan West                | Connecticut     |  |               |      |
| 2011  | Leila Lopes           | Angola                 | Alyssa Campanella      | Californie           | Danielle Doty             | Texas           |  |               |      |
| 2010  | Ximena Navarrete      | Mexique                | Rima Fakih             | Michigan             | Kamie Crawford            | Maryland        |  |               |      |
| 2009  | Stefanía Fernández    | Venezuela              | Kristen Dalton         | Caroline du Nord     | Stormi Henley             | Tennessee       |  |               |      |
| 2008  | Dayana Mendoza        | Venezuela              | Crystle Stewart        | Texas                | Stevi Perry               | Arkansas        |  |               |      |
| 2007  | Riyo Mori             | Japon                  | Rachel Smith           | Tennessee            | Hilary Cruz               | Colorado        |  |               |      |
| 2006  | Zuleyka Rivera        | Porto Rico             | Tara Conner            | Kentucky             | Katie Blair               | Montana         |  |               |      |
| 2005  | Natalie Glebova       | Canada                 | Chelsea Cooley         | Caroline du Nord     | Allie LaForce             | Ohio            |  |               |      |
| 2004  | Jennifer Hawkins      | Australie              | Shandi Finnessey       | Missouri             | Shelley Hennig            | Louisiane       |  |               |      |
| 2003  | Amelia Vega           | République dominicaine | Susie Castillo         | Massachusetts        | Tami Farrell              | Oregon          |  |               |      |
| 2002  | Justine Pasek         | Panama                 | Shauntay Hinton        | District of Columbia | Vanessa Semrow            | Wisconsin       |  |               |      |
| 2002  | Oxana Fedorova        | Russie                 | Shauntay Hinton        | District of Columbia | Vanessa Semrow            | Wisconsin       |  |               |      |
| 2001  | Denise Quiñones       | Porto Rico             | Kandace Krueger        | Texas                | Marissa Whitley           | Missouri        |  |               |      |
| 2000  | Lara Dutta            | Indie                  | Lynnette Cole          | Tennessee            | Jillian Parry             | Pennsylvanie    |  |               |      |
| 1999  | Mpule Kwelagobe       | Botswana               | Kimberly Pressler      | New York             | Ashley Coleman            | Delaware        |  |               |      |
| 1998  | Wendy Fitzwilliam     | Trinité-et-Tobago      | Shawnae Jebbia         | Massachusetts        | Vanessa Minnillo          | Caroline du Sud |  |               |      |
| 1997  | Brook Lee             | États-Unis             | Brandi Sherwood        | Idaho                | Shelly Moore              | Tennessee       |  |               |      |
| 1996  | Alicia Machado        | Venezuela              | Ali Landry             | Louisiane            | Christie Lee Woods        | Texas           |  |               |      |
| 1995  | Chelsi Smith          | États-Unis             | Shanna Moakler         | New York             | Keylee Sue Sanders        | Kansas          |  |               |      |
| 1994  | Sushmita Sen          | Inde                   | Lu Parker              | Caroline du Sud      | Shauna Gambill            | Californie      |  |               |      |
| 1993  | Dayanara Torres       | Porto Rico             | Kenya Moore            | Michigan             | Charlotte Lopez           | Vermont         |  |               |      |
| 1992  | Michelle McLean       | Namibie                | Shannon Marketic       | Californie           | Jamie Solinger            | Iowa            |  |               |      |
| 1991  | Lupita Jones          | Mexique                | Kelli McCarty          | Kansas               | Janelle Bishop            | New Hampshire   |  |               |      |
| 1990  | Mona Grudt            | Norvège                | Carole Gist            | Michigan             | Bridgette Wilson          | Oregon          |  |               |      |
| 1989  | Angela Visser         | Pays-Bas               | Gretchen Polhemus      | Texas                | Brandi Sherwood           | Idaho           |  |               |      |
| 1988  | Porntip Nakhirunkanok | Thaïlande              | Courtney Gibbs         | Texas                | Mindy Duncan              | Oregon          |  |               |      |
| 1987  | Cecilia Bolocco       | Chili                  | Michelle Royer         | Texas                | Kristi Addis              | Mississippi     |  |               |      |
| 1986  | Bárbara Palacios      | Venezuela              | Christy Fichtner       | Texas                | Allison Brown             | Oklahoma        |  |               |      |
| 1985  | Deborah Carthy-Deu    | Porto Rico             | Laura Martinez-Herring | Texas                | Kelly Hu                  | Hawaï           |  |               |      |
| 1984  | Yvonne Ryding         | Suède                  | Mai Shanley            | Nouveau-Mexique      | Cherise Haugen            | Illinois        |  |               |      |
| 1983  | Lorraine Downes       | Nouvelle-Zélande       | Julie Hayek            | Californie           | Ruth Zakarian             | New York        |  |               |      |
| 1982  | Karen Diane Baldwin   | Canada                 | Terri Utley            | Arkansas             |                           |                 |  |               |      |
| 1981  | Irene Sáez            | Venezuela              | Kim Seelbrede          | Ohio                 |                           |                 |  |               |      |
| 1980  | Shawn Weatherly       | États-Unis             | Jineane Ford           | Arizona              |                           |                 |  |               |      |
| 1979  | Maritza Sayalero      | Venezuela              | Mary Therese Friel     | New York             |                           |                 |  |               |      |
| 1978  | Margaret Gardiner     | Afrique du Sud         | Judi Andersen          | Hawaï                |                           |                 |  |               |      |
| 1977  | Janelle Commissiong   | Trinité-et-Tobago      | Kimberly Tomes         | Texas                |                           |                 |  |               |      |
| 1976  | Rina Messinger        | Israël                 | Barbara Peterson       | Minnesota            |                           |                 |  |               |      |
| 1975  | Anne Marie Pohtamo    | Finlande               | Summer Bartholomew     | Californie           |                           |                 |  |               |      |
| 1974  | Amparo Muñoz          | Espagne                | Karen Morrison         | Illinois             |                           |                 |  |               |      |
| 1973  | Margarita Moran       | Philippines            | Amanda Jones           | Illinois             |                           |                 |  |               |      |
| 1972  | Kerry Anne Wells      | Australie              | Tanya Wilson           | Hawaï                |                           |                 |  |               |      |
| 1971  | Georgina Rizk         | Liban                  | Michele McDonald       | Pennsylvanie         |                           |                 |  |               |      |
| 1970  | Marisol Malaret       | Porto Rico             | Deborah Shelton        | Virginie             |                           |                 |  |               |      |
| 1969  | Gloria Maria Diaz     | Philippines            | Wendy Dascomb          | Virginie             |                           |                 |  |               |      |
| 1968  | Martha Vasconcellos   | Brésil                 | Dorothy Anstett        | Washington           |                           |                 |  |               |      |
| 1967  | Sylvia Hitchcock      | États-Unis             | Cheryl Ann Patton      | Floride              |                           |                 |  |               |      |
| 1966  | Margareta Arvidsson   | Suède                  | Maria Remenyi          | Californie           |                           |                 |  |               |      |
| 1965  | Apasra Hongsakula     | Thaïlande              | Sue Ann Downey         | Ohio                 |                           |                 |  |               |      |
| 1964  | Corinna Tsopei        | Grèce                  | Bobbie Johnson         | District of Columbia |                           |                 |  |               |      |
| 1963  | Ieda Maria Vargas     | Brésil                 | Marite Ozers           | Illinois             |                           |                 |  |               |      |
| 1962  | Norma Nolan           | Argentine              | Macel Leilani Wilson   | Hawaï                |                           |                 |  |               |      |
| 1961  | Marlene Schmidt       | Allemagne              | Sharon Brown           | Louisiane            |                           |                 |  |               |      |
| 1960  | Linda Bement          | États-Unis             | Linda Bement           | Utah                 |                           |                 |  |               |      |
| 1959  | Akiko Kojima          | Japon                  | Terry Huntingdon       | Californie           |                           |                 |  |               |      |
| 1958  | Luz Marina Zuluaga    | Colombia               | Eurlyne Howell         | Louisiane            |                           |                 |  |               |      |
| 1957  | Gladys Zender         | Pérou                  | Charlotte Sheffield    | Utah                 |                           |                 |  |               |      |
| 1957  | Gladys Zender         | Pérou                  | Mary Leona Gage        | Maryland             |                           |                 |  |               |      |
| 1956  | Carol Morris          | États-Unis             | Carol Morris           | Iowa                 |                           |                 |  |               |      |
| 1955  | Hillevi Rombin        | Suède                  | Carlene Johnson        | Vermont              |                           |                 |  |               |      |
| 1954  | Miriam Stevenson      | États-Unis             | Miriam Stevenson       | Caroline du Sud      |                           |                 |  |               |      |
| 1953  | Christiane Martel     | France                 | Myrna Hansen           | Illinois             |                           |                 |  |               |      |
| 1952  |                       | Armi Kuusela           | Finlande               |                      | Jackie Loughery           | New York        |  |               |      |